# Темелек (Каліфорнія)
Темелек (англ. Temelec) — переписна місцевість (CDP) в США, в окрузі Сонома штату Каліфорнія. Населення — 1500 осіб (2020).

## Географія
Темелек розташований за координатами 38°15′28″ пн. ш. 122°29′54″ зх. д. / 38.25778° пн. ш. 122.49833° зх. д. (38.257756, -122.498199).  За даними Бюро перепису населення США в 2010 році переписна місцевість мала площу 4,11 км², уся площа — суходіл.

## Демографія
Згідно з переписом 2010 року, у переписній місцевості мешкала 1441 особа в 960 домогосподарствах у складі 375 родин. Густота населення становила 350 осіб/км².  Було 1051 помешкання (256/км²).
Расовий склад населення:
| - 95,5 % — білих - 2,2 % — азіатів - 0,3 % — вихідців з тихоокеанських островів - 0,3 % — корінних американців - 0,3 % — чорних або афроамериканців |

До двох чи більше рас належало 1,1 %. Частка іспаномовних становила 4,7 % від усіх жителів.
За віковим діапазоном населення розподілялося таким чином: 0,8 % — особи молодші 18 років, 30,4 % — особи у віці 18—64 років, 68,8 % — особи у віці 65 років та старші. Медіана віку мешканця становила 71,5 року. На 100 осіб жіночої статі у переписній місцевості припадало 63,9 чоловіків;  на 100 жінок у віці від 18 років та старших — 63,6 чоловіків також старших 18 років.
Середній дохід на одне домашнє господарство  становив 99 771 долар США (медіана — 38 070), а середній дохід на одну сім'ю — 213 627 доларів (медіана — 71 029). 
Цивільне працевлаштоване населення становило 383 особи. Основні галузі зайнятості: освіта, охорона здоров'я та соціальна допомога — 23,2 %, транспорт — 20,9 %, науковці, спеціалісти, менеджери — 13,1 %, роздрібна торгівля — 11,5 %.